# Triplectides gilolensis
Triplectides gilolensis är en nattsländeart som först beskrevs av Mclachlan 1866.  Triplectides gilolensis ingår i släktet Triplectides och familjen långhornssländor. Inga underarter finns listade i Catalogue of Life.